# Disney's Wilderness Lodge
Disney's Wilderness Lodge is een hotel in het Walt Disney World Resort in Lake Buena Vista (Florida), dat wordt beheerd door The Walt Disney Company. De opening hiervan was op 28 mei 1994. Disney's Wilderness Lodge is een "Deluxe" Resort, dit wil zeggen dat het tot de duurste prijsklasse behoort binnen Walt Disney World Resort.
Disney's Grand Floridian Resort & Spa is aangekleed in de sfeer van de regio Pacific Northwest, met rustieke architectuur die geïnspireerd is op lodges als de Old Faithful Inn in Yellowstone National Park. Er werden ook elementen van de indianenculturen geïntegreerd in de Wilderness Lodge.

## Eetgelegenheden
Disney's Wilderness Lodge heeft vijf eetgelegenheden.
- Artist Point - Typisch Amerikaans eten uit de staat Washington.
- Whispering Canyon Cafe - Vooral gericht op gezinnen met jonge kinderen.
- Roaring Fork Snacks - Snelle snacks
- Territory Lounge - Snelle snacks
- Trout Pass - Snelle snacks
- Old Faithful Club - Ontbijtruimte op de Conciërge verdieping.

## Winkelgelegenheden
- The Wilderness Lodge Mercantile - Disneywinkel